# راس القصر
راس القصر قرية وجماعة قروية مغربية أمازيغية شمال المملكة، تنتمي إلى إقليم جرسيف، شرقي مدينة فاس، تضم جماعة راس القصر 10.708 نسمة (إحصاء 2004).

## دواوير الجماعة
- ايت الباجي
- زبزيط سيدي بيوسف
- الزواوية
- تاشريفت
- تفراسين
- الغيران
- تغيغة
- سطح المغاسل
- الصور+إفران
- اللوزة
- ابياض
- بلهامل
- سميو
- امزاغرو
- تايدة
- تماست
- الضريضرة
- تيغزة
- تخيامين
- ايجلي
- بوحسان

...